# Chems-Eddine Hafiz
Pour les articles homonymes, voir Hafiz.
Chems-Eddine Mohamed Hafiz, né le 28 juin 1954 à Alger, est un avocat franco-algérien. Il est recteur de la grande mosquée de Paris depuis le 11 janvier 2020 et membre de la Commission nationale consultative des droits de l'homme (CNCDH). 

## Biographie
Le 17 mars 1986, Chems-Eddine Hafiz devient avocat à la Cour d'Alger et participe à la création de l’Union des jeunes avocats du barreau d’Alger.
Le 13 février 1991, il s'inscrit au barreau de Paris et se spécialise à la fois dans le droit international des affaires, notamment entre le Maghreb et les pays arabes, et le droit pénal.
Il a plaidé aux assises. D'abord l'affaire Khouas[réf. nécessaire], du nom du jeune Mohammed Khouas, abattu le 5 mai 1996, par balle par deux frères, Eric et Yann Beaufrère au pied de son immeuble, cité des Chaillots, à Sens, dans l'Yonne. Il avait 19 ans et venait d'obtenir son baccalauréat professionnel de maintenance au lycée de Montbard. Ensuite, l'affaire Sohane Benziane, du nom de la jeune fille découverte inanimée le 4 octobre 2002, gravement brûlée, dans un local à poubelles de la cité Balzac, à Vitry-sur-Seine dans le Val-de-Marne. Elle meurt à l'hôpital à tout juste 17 ans.
En 1998, il devient le conseiller de la grande mosquée de Paris qu’il représente aux côtés du recteur Dalil Boubakeur à l'occasion de la « consultation » (Istichâra) lancée par le ministre de l'Intérieur Jean-Pierre Chevènement.
En 2002, pour le compte de la grande mosquée de Paris, il assigne devant le tribunal de grande instance de Paris l'écrivain Michel Houellebecq pour « complicité de provocation à la discrimination, à la haine ou à la violence à l'égard d'un groupe de personnes en raison de son appartenance à une religion » et « injure ». L'écrivain est finalement relaxé.
En 2006, au côté de ses confrères Francis Szpiner et Christophe Bigot, il assigne l’hebdomadaire Charlie Hebdo qui a publié les caricatures de Mahomet parues dans le Jyllands-Posten et traitant de façon satirique le prophète de l’Islam. Le journal est relaxé à la faveur du droit au blasphème, de la liberté d'expression et du droit à la satire.
Dans un article de presse paru le 4 septembre 2020, alors recteur de la mosquée de Paris, il revient sur le procès en défendant la liberté d'expression et en expliquant la démarche de cette action en justice : « Notre action visait, avant toute chose, à couper l’herbe sous les pieds des milieux extrémistes et à canaliser le débat vers les prétoires afin qu’il n’ait pas lieu dans la rue. Implicitement, elle introduisait l’idée que nous étions tous des citoyens justiciables, aptes à poursuivre et susceptibles d’être poursuivis, car les tribunaux sont les lieux, par excellence, où se règlent les conflits et les différends. Notre action était celle de citoyens français qui voulaient user d’un droit constitutionnel ».
Vingt ans après les attentats du 11 septembre 2001, il publie Le Manifeste contre le terrorisme islamiste. Ce livre, basé sur les arguments théologiques des imams de la grande mosquée de Paris, vise à contredire les thèses qui promeuvent l’amalgame entre l’ensemble des musulmans et les extrémistes, pour ainsi prendre à contre-pied les fatalistes qui estiment que la violence formerait l'ADN de la religion musulmane.
Le 27 février 2022, il est reçu au Vatican par le pape François.
Le 14 juillet 2022, jour de fête nationale, Chems-Eddine Hafiz est promu au rang d'officier de la Légion d'honneur par le président français Emmanuel Macron, pour qui il avait appelé à voter trois mois plus tôt.
En juillet 2022, il crée et préside le prix littéraire de la grande mosquée de Paris qui récompense le meilleur roman et le meilleur essai de l'année sur la civilisation de l'islam,. La deuxième édition du prix est décernée le 28 septembre 2023 à Ahmad Massoud et Abdelkrim Saïfi. La troisième édition, en septembre 2024, a couronné les auteurs Nour Malowé, Dorothée-Myriam Kellou, Louis Blin et Yasmina Khadra.
Sous son rectorat, la grande mosquée de Paris organise du 16 au 18 septembre 2022 sa première université d'été. La journée d’ouverture se déroule à l'Institut du monde arabe et réunit un panel diversifié de personnalités (représentants des différents cultes, membres de la société civile, imams...). Des tables rondes et conférences traitant de thèmes divers ponctuent ces journées.
Cette université d’été s’inscrit ainsi dans l’approche qu’a voulue Chems-Eddine Hafiz à l’inauguration de son mandat, celle d’un islam ouvert et se plaçant sous le signe du dialogue inter-religieux, de la tolérance et de son inscription pleine et entière dans la République.[réf. nécessaire]
Le 19 octobre 2022, le président de la République Emmanuel Macron se rend à la grande mosquée de Paris pour les célébrations du centenaire de la pose de sa première pierre, où il visite une exposition consacrée à ce sujet, se recueille à la mémoire des soldats musulmans morts pour la France et prononce un discours à l'issue duquel il remet à Chems-Eddine Hafiz les insignes d'officier de la Légion d'honneur.
Le 19 décembre 2022, il conclut un accord avec les autorités algériennes permettant à la grande mosquée de Paris d'assurer la certification halal des produits exportés de la France vers l'Algérie à partir du 2 janvier 2023.
En décembre 2022, il organise, avec le ministère algérien de la Jeunesse et des Sports, une colonie de vacances en Algérie pour des enfants venus de France et d'autres pays d'Europe, avec pour volonté de créer des ponts durables entre ces pays. L’expérience est reconduite à l’été 2023 au cours duquel 900 enfants sont envoyés par la grande mosquée de Paris en colonies de vacances en Algérie, puis en 2024 pour 2000 enfants. En juin 2024, il permet également l'envoi de 200 personnes âgées en cures thermales en Algérie, en collaboration avec le ministère algérien du Tourisme.
Lors des élections européennes de 2024 puis des élections législatives françaises de 2024, il appelle publiquement à voter contre l'extrême droite.
Il accueille les relayeurs de la flamme olympique le 14 juillet 2024 à la grande mosquée de Paris, l'un des lieux choisis pour le relais lors de son passage dans la capitale. La grande mosquée de Paris, avec ses imams, contribue aussi à la gestion du centre multiconfessionnel du village olympique de Saint-Denis.
En pleine crise diplomatique entre la France et l'Algérie, il reçoit, le 19 mars 2025, le ministre des Affaires étrangères Jean-Noël Barrot pour un Iftar réunissant les ambassadeurs de pays musulmans, et déclare que l'institution qu'il dirige est la « marque de l'amitié entre la France et les terres d'islam », tout en jouissant d'une histoire singulière avec l'Algérie qui lui a permis, selon lui, « de soutenir la pratique harmonieuse de l'islam en France, d'accompagner la citoyenneté des musulmans et de lutter contre l'extrémisme ».
Le 26 avril 2025 au Vatican, à l'invitation du président de la République Emmanuel Macron, il assiste aux obsèques du pape François. Quelques semaines plus tôt, le 10 février, il avait été reçu par le pape afin de lui proposer la création d'une rencontre internationale, à Paris, pour la fraternité entre chrétiens et musulmans.
Après le meurtre d'Aboubakar Cissé dans une mosquée de La Grand-Combe (Gard), il permet l'accueil de sa dépouille à la grande mosquée de Paris pour une cérémonie d'hommage, avant son rapatriement au Sénégal. Dans une tribune au Monde, il réclame des mesures fortes contre l’islamophobie qui, selon lui, « ronge en silence » la France.

## Responsabilités associatives
Chems-eddine Hafiz est président de l'association Vivre l'islam, producteur sur la chaîne France 2, tous les dimanche matin, de l’émission Islam.
En 2001, il crée au sein du barreau de Paris l'Association des avocats algériens de France qui regroupe des avocats originaires d'Algérie. En 2008, il en modifie la dénomination qui devient Association Euro-Maghreb des avocats de droit d'affaires (AEMADA). Il en est aujourd'hui le président d'honneur depuis 2013. Il s'exprime régulièrement à propos de l'espace juridique algérien par l'intermédiaire de son blog, dédié à la commission Paris-Alger du barreau de Paris et de l'AEMADA. Il est désigné en 2013 par l'ordre des avocats à la cour d'appel de Paris responsable de la commission internationale Paris-Alger.
Au cours de sa carrière d'avocat il défendra, entre autres, l'ambassade d'Algérie en France ainsi que le Front Polisario, mouvement politique et armé, indépendantiste pour une République arabe sahraouie démocratique (RASD) qui s'oppose depuis 1976 au Maroc pour le contrôle du Sahara occidental.
À la suite des attentats du 13 novembre 2015 en France, il crée avec des avocats du barreau de Paris l'association « La fraternité du Barreau de Paris », réunissant des avocats de diverses confessions. Cette association a organisé des rencontres à la Mosquée de Paris, à la grande synagogue de la Victoire, à Notre-Dame de Paris et au temple protestant de l'Oratoire du Louvre,.
En avril 2020, il co-fonde avec Xavier Emmanuelli l'association Les Vendredis de la Connaissance dans le but d'organiser des universités populaires sur des enjeux de société et de religion.
Il préside l'association Les bâtisseurs des mosquées de France qui a pour objet de rendre hommage et de faire connaître l'histoire de celles et ceux qui ont construit le patrimoine cultuel musulman de France.
En juin 2023, il est élu à l'Académie des sciences d'outre-mer.

## Organisation du culte musulman
De mai 2003 à mars 2021, Chems-Eddine Hafiz est membre du bureau exécutif de l'instance représentant le culte musulman : le Conseil français du culte musulman (CFCM). Il en est le vice-président de 2008 à 2021.
Il est membre de la commission de réflexion juridique sur les relations des cultes avec les pouvoirs publics, dite commission Machelon désigné par Nicolas Sarkozy, ministre de l'Intérieur.
Il est membre fondateur de la Fondation pour les œuvres de l'Islam.
Il est également membre de la Conférence des responsables de culte en France (CRCF).
Le 11 janvier 2020, élu président de la Société des Habous et lieux saints de l'Islam, dont il était le vice-président depuis 2001, il devient recteur de la grande mosquée de Paris, en remplacement de Dalil Boubakeur qui a démissionné de ce poste.
Il est l'un des rédacteurs et des cinq signataires de la Charte des principes pour l'islam de France, présentée le 18 janvier 2021 au président de la République Emmanuel Macron.
Le 17 mars 2021, il annonce que la fédération de la grande mosquée de Paris et trois autres fédérations fondatrices quittent le bureau exécutif du CFCM, pour former un nouvel organe de représentation de l'islam en France, « La Coordination ».
En avril 2021, il lance l'Observatoire des droits de la grande mosquée de Paris pour œuvrer sur les « grandes questions juridiques liées à la pratique de l’islam et à la vie sociale du musulman » et, dans la continuité, signe un partenariat avec la Licra pour lutter contre l'islamophobie et pour l'accès universel au droit.
Le 4 mai 2021, il saisit en référé le Conseil d'État pour demander un aménagement exceptionnel du couvre-feu, alors en vigueur en France, permettant l'ouverture des lieux de culte musulman lors de la Nuit du Destin. La demande est finalement rejetée au motif que l'impossibilité de se rendre dans un lieu de culte « ne porte pas une atteinte manifestement disproportionnée à la liberté de culte compte tenu de l’objectif de protection de la santé publique ».
À partir d’octobre 2020, dans le contexte de la fin annoncée des imams étrangers détachés en France, il réforme la formation des imams dispensé par la grande mosquée de Paris, qu’il étend à cinq annexes dans différentes villes de France,, et dont les premiers diplômés sortent en 2023. Le 25 février 2025, à Vitry-sur-Seine, il inaugure un nouveau centre de formation de la grande mosquée de Paris, appelé école nationale Ibn Badis .
Il lance, au printemps 2023, les travaux d'un groupe de réflexion sur l’adaptation du discours religieux en France et en Occident, composé de personnalités de la société civile, des autres cultes, de religieux et d'experts musulmans, qui s'intéresse à traiter tous les sujets entre société et religion musulmane. C'est dans ce cadre qu'en 2025 il rencontre par exemple Mohammed Al-Issa, Ahmed al-Tayeb ou encore le président de l'université Zitouna. C'est aussi en lien avec ce groupe de réflexion qu'il demande aux imams de la grande mosquée de Paris d'introduire une invocation pour la France à la fin de leurs prêches.
Il crée en octobre 2023, et préside depuis lors, le conseil de coordination AMMALE, rassemblant des responsables musulmans de premier plan de nombreux pays européens.

## Prises de position et polémiques
Le 5 avril 2022, il estime que « les lois de la république sont au-dessus de toutes les lois, même la loi divine ». Le 28 mars 2025, il maintient ces propos. 

### «Iftar républicain»et appel à voter Emmanuel Macron
Le 19 avril 2022, en plein ramadan, il organise à la grande mosquée de Paris un « iftar républicain de soutien à la réélection d’Emmanuel Macron », en présence notamment de l'ancien ministre de l'Intérieur Christophe Castaner, de l'ancienne secrétaire d'État Jeannette Bougrab, de l'ancien député européen Karim Zéribi et du journaliste Jean-Pierre Elkabbach. Cette réunion provoque l'interpellation du ministre de l'Intérieur Gérald Darmanin par la sénatrice Jacqueline Eustache-Brinio, qui y voit une violation manifeste de l'article 35-1 de la loi de 1905 qui dispose qu'« il est interdit de tenir des réunions politiques dans les locaux servant habituellement à l'exercice d'un culte ou dans leurs dépendances qui en constituent un accessoire indissociable ».

### Port du voile
Le 20 avril 2022, il déclare à propos du port du voile islamique : « C'est une question qui fait débat à l'intérieur même de la communauté musulmane. On ne sait pas si c'est une prescription, si c'est une obligation ou ce n'est pas du tout dans les versets du Coran. ». Il estime également que « oui, dans certaines situations », il peut constituer un « uniforme islamiste ». En outre, il qualifie de « provocation […] insupportable » le fait que la syndicaliste étudiante Maryam Pougetoux se soit présentée voilée devant une commission d'enquête de l'Assemblée nationale le 17 septembre 2020.
Le 28 avril 2025, interrogé sur le propos « À bas le voile ! » du ministre de l'Intérieur Bruno Retailleau, il répond :« Écoutez, moi je l'ai dit déjà que le voile ne devait pas exister en France [...] Bruno Retailleau [...] c'est pas le premier qui l'a dit, nous l'avons dit [...] En même temps et c'est là où je ne suis pas d'accord avec Bruno Retailleau, on ne doit pas stigmatiser les femmes qui veulent porter le foulard ».   

### Tweet sur les«mécréants»au lendemain de la tentative d'assassinat de Salman Rushdie
Le 13 août 2022, au lendemain de la tentative d'assassinat de Salman Rushdie (33 ans après la fatwa lancée contre lui par l'imam Khomeini), Chems-Eddine Hafiz publie le message suivant sur son compte Twitter : « Les Croyants se prosterneront alors que les mécréants ne le pourront guère, leur dos restera raide et lorsque l'un deux souhaitera se prosterner, sa nuque partira dans le sens inverse comme faisaient les mécréants dans ce monde, contrairement aux Croyants », avant de le supprimer devant l'ampleur de la polémique suscitée. Par la suite, il apporte son soutien à l'écrivain en lui adressant une lettre ouverte dans laquelle il nie sa qualité d'« ennemi de l’islam » et qualifie la fatwa à son encontre d'« infâme message »,.

## Distinctions
- 2012 :  Officier de l'ordre national du Mérite [75]
  - 2003 :  Chevalier de l'ordre national du Mérite [76]
- 2022 :  Officier de la Légion d'honneur[77]
  - 2007 :  Chevalier de la Légion d'honneur [78]

## Publications
- Défaire les ombres : Islam, République et l’exigence de vérité, Paris, Éditions AlBouraq, juin 2025, 136 p.
- Portraits de femmes remarquables, Les héroïnes de l’islam, Paris, Frémeaux & Associés, février 2025, 160 p.
- Portraits de femmes remarquables, Les héroïnes de l’islam, Paris, Frémeaux & Associés, février 2024, coffret 3 CDs.
- Message fraternel aux nouveaux convertis, Paris, Éditions AlBouraq, août 2023, 98 p.
- N'en déplaise à certains, nous sommes les enfants de la République, Paris, Éditions Kero, 9 mars 2022, 400 p. (ISBN 978-2-7021-6849-3)
- Le manifeste contre le terrorisme islamiste : écoutez-moi !, Paris, Erick Bonnier Éditions, 16 septembre 2021, 82 p.  (ISBN 978-2-36760-237-0)
- De quoi Zemmour est devenu le nom, Paris, les Éd. du Moment, 21 octobre 2010, 128 p. (ISBN 978-2-35417-107-0)
- Droit et religion musulmane, coécrit avec Gilles Devers, Paris, 15 août 2005, 330 p. (ISBN 978-2-247-05563-0)